# Maja Åskag
Maja Åskag, née le 18 décembre 2002, est une athlète suédoise, spécialiste du saut en longueur et  du triple saut.

## Biographie
En 2021, elle remporte les titres du saut en longueur et du triple saut lors des championnats d'Europe juniors à Tallinn, en portant son record personnel au triple saut à 14,05 m. Quelques semaines plus tard, elle réalise un nouveau doublé lors des championnats du monde juniors de 2021, à Nairobi au Kenya, réalisant un nouveau record personnel à la longueur avec 6,60 m.

## Palmarès
| Date | Compétition                   | Lieu    | Résultat | Épreuve          | Marque  |
| ---- | ----------------------------- | ------- | -------- | ---------------- | ------- |
| 2021 | Championnats d'Europe juniors | Tallinn | 1re      | Saut en longueur | 6,80 m  |
| 2021 | Championnats d'Europe juniors | Tallinn | 1re      | Triple saut      | 14,05 m |
| 2021 | Championnats du monde juniors | Nairobi | 1re      | Saut en longueur | 6,60 m  |
| 2021 | Championnats du monde juniors | Nairobi | 1re      | Triple saut      | 13,75 m |
| 2023 | Championnats d'Europe espoirs | Espoo   | 2e       | Saut en longueur | 6,73 m  |
| 2023 | Championnats d'Europe espoirs | Espoo   | 2e       | Triple saut      | 13,76 m |

### National
- Championnats de Suède d'athlétisme :
  - Triple saut : vainqueur de 2021, 2023 et 2024
  - Saut en longueur : vainqueur en 2022 et 2023
- Championnats de Suède d'athlétisme en salle :
  - Triple saut : vainqueur en 2019, 2021 et 2024

## Records
| Épreuve          | Marque  | Lieu      | Date             |
| ---------------- | ------- | --------- | ---------------- |
| Saut en longueur | 6,75 m  | Karlstad  | 5 juillet 2023   |
| Triple saut      | 14,27 m | Stockholm | 3 septembre 2023 |